# Širali Muslimov
Širali Farzali Muslimov (ponekad i Mislimov), (26. ožujka 1805.? – 2. rujna 1973.) bio je azerski seljak, najstariji od legendarnih dugovječnih seljaka s Kavkaza. Živio je u selu Barzavu u brdovitoj pokrajini Leričkog rajona u Azerbajdžanu, blizu iranske granice. Umro je 1973. godine, po njegovoj tvrdnji, u 168. godini života (njegova udovica tada je navodno imala 120 godina), što bi bilo 46 godina više od Francuskinje Jeanne Calment, službeno najstarije žene u povijesti koja je umrla u 122 godini života.

## Život
Prema legendi, Muslimov je teško radio svaki dan do svoje 167 godine, nije pušio ni pio alkohol, a jeo je puno voća, povrća, integralnog kruha, piletine, nemasnog sira i kefira. Ženio se više puta. Obolio je od pneumonije između 1972. i 1973. godine, kada je i umro.

Muslimovljevu priču je 1973. godine objavio National Geographic u članku "Potraga za najstarijim čovjekom", kada je Muslimov još uvijek jahao konja i skrbio o voćnjaku koji je zasadio 1870-ih godina. Priču je 1974. godine prenijela i Guinnessova knjiga rekorda.
Muslimovljev bračni status je također kontroverzan. Po National Geographicu, imao je 120-godišnju suprugu s kojom je tada bio u braku 102 godine. Ipak, u njegovoj osmrtnici koju je objavio časopis Time, nadživjela ga je njegova treća supruga koja je tad imala 107 godina. Prema drugoj tvrdnji, ponovno se oženio u 136 godini života i dobio kćer.
Jedini dokaz njegove starosti je njegova putovnica, a u matičnim knjigama rođenih njegovo rođenje se ne spominje, a rodnog lista nije imao.

## Poznatost
Muslimovljev slučaj postao je poznat 1963. godine, kada je jedan mladi fotoreporter Telegraske agencije Sovjetskog Saveza, Kalman Kaspijev, otišao u Barzavu kako bi ga intervjuirao. Priču su prenijeli brojni svjetski mediji, a kao razlog Muslimovljeve dugovječnosti navedene su zdrave životne navike i pijenje kefira. Slučaj Širalija Muslimova učinio je selo Barzavu svjetski poznatim.
Zapadni su mediji 1970-ih godina prestali prenositi priče o dugovječnim ljudima iz kavkaskog kraja kako bi spriječili monopol SSSR-a na izvozu kefira i sličnih jogurta.

## Vanjske poveznice
- A lesson in longevity  Arhivirana inačica izvorne stranice od 4. ožujka 2016. (Wayback Machine)
- Sept. 17, 1973 TIME Magazine obituary
- "Azerbaijan's Legendary Centenarian", a 1996 article detailing the story behind Muslimov's claims of incredible longevity
- Centenarians in Azerbaijan